# Wilson González Ochsenknecht
Wilson González Ochsenknecht (Múnich, Alemania; 18 de marzo de 1990) es un actor y cantante alemán.

## Biografía
Nació el 18 de marzo de 1990 en Múnich, Alemania. Ha rodado las 4 primeras películas de La panda del patio interpretando a Marlon, junto a su hermano Jimi Blue Ochsenknecht (Leon en las películas) y con su padre Uwe Ochsenknecht (Mr. Maximilian en las películas).